# Nanjiao
För andra betydelser, se Nanjiao (olika betydelser).
Nanjiao ("södra förorterna") är ett förortsdistrikt i Datong i Shanxi-provinsen i norra Kina. De berömda Yunganggrottorna, som tillhör UNESCOs världsarv, är belägna i distriktet.